# Rio Paranaíba (município)
Rio Paranaíba é um município brasileiro do estado de Minas Gerais. Seu nome se deve à presença da nascente do rio homônimo nas terras de seu município. Sua população recenseada em 2022 era de 14 532 habitantes.
Em 2006 foi criado o campus da Universidade Federal de Viçosa.

## História
O município de São Francisco das Chagas do Campo Grande foi criado em 20 de setembro de 1848 , perdendo a sua emancipação em 1850. Foi restaurado em 1853. Mas, é novamente suprimido em 1857. Mas, em 1859 é restabelecida a sua emancipação. Porém em 1870, sofre nova supressão.. Teve de novo a sua restauração administrativa em 1873. Mas, já em 1876, a sede do município é transferida para Carmo do Paranaíba. Mais tarde teve seu nome alterado para Rio Paranaíba em 30 de agosto de 1911, contudo sua sede foi instalada em São Gotardo. Nessa ocasião o município era constituído pelos distritos de Rio Paranaíba, São Gotardo e São Jerônimo de Poções. Em 1914 a sede municipal foi transferida para a povoação de São Gotardo e o distrito de Rio Paranaíba passou novamente a ser denominado São Francisco das Chagas. Em 7 de setembro de 1923, o distrito foi desmembrado de São Gotardo e elevado à categoria de município com o nome de Rio Paranaíba. Nessa mesma ocasião foi criado o distrito de Arapuá.
Em dezembro de 1962 foi sancionada a Lei Estadual 2764 que criou o distrito de Abaeté dos Mendes e elevou Arapuá à condição de município.

## Infraestrutura

### Transportes

#### Acesso rodoviário
- BR-262

As condições tanto para quem vem de Uberaba quanto para quem vem de Belo Horizonte, nos trechos próximos à entrada para a BR-354, estão bastante complicadas, ocorrendo muitos acidentes, em especial na época de chuvas. A estrada possui muitas curvas, asfalto irregular, trechos com buracos e intensa movimentação de caminhões.
- BR-354

A rodovia passou por ampla reforma, possibilitando aos usuários boa trafegabilidade. Apresenta movimento intenso, principalmente de caminhões pesados e máquinas agrícolas, sendo necessário cuidado redobrado por parte dos motoristas.
- MG-230

Liga a BR-354 a Rio Paranaíba. Apresenta algumas irregularidades no asfalto e não há acostamento. Apresenta movimento intenso de veículos, ciclistas e pedestres. Nesse trecho fica o trevo de acesso ao campus 02 da UFV-CRP. A MG-230 também liga Rio Paranaíba a Serra do Salitre.
- MG-235

Liga Ibiá à BR-354 e São Gotardo à BR-354. Boas condições de asfalto, mas não há acostamento. No trecho entre São Gotardo e a BR-354 existem muitas rotatórias e trevos, exigindo cuidado especial do motorista. No trecho entre Ibiá e a BR-354, é preciso cuidado com as lombadas nas proximidades do Quilombo do Ambrósio (30 km de Ibiá).

## Educação
Rio Paranaíba conta com um campus da Universidade Federal de Viçosa, criado em 25 de julho de 2006.

## Cultura

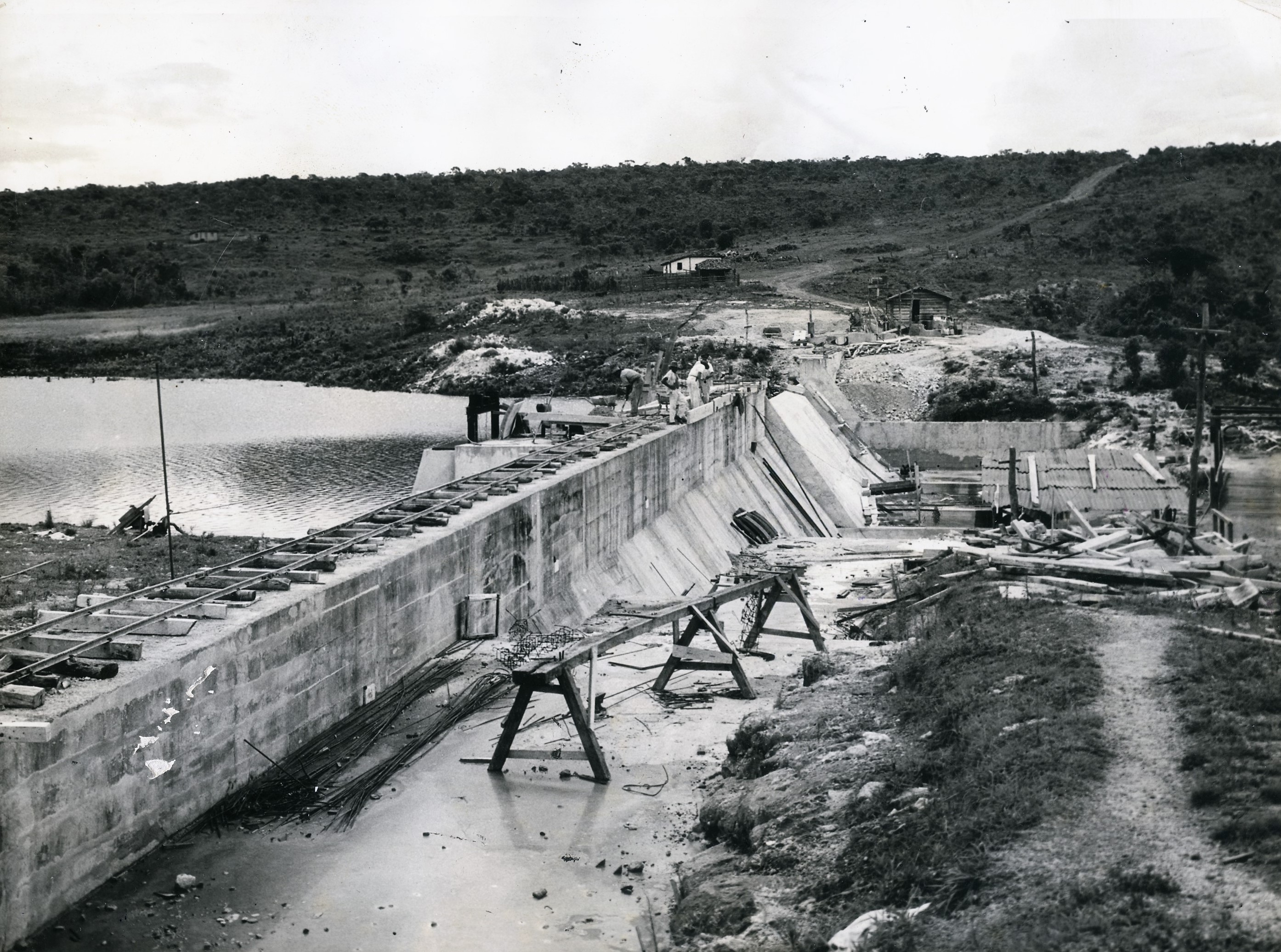
Construção da Usina hidroelétrica de Abaeté, em 22 de março de 1959.

### Pontos turísticos
- Igreja Nossa Senhora do Rosário.
- Belvedere, marco divisor dos rios Abaeté e Paranaíba.
- Morro do Pião, localizado nas proximidades da cidade.
- Monumento ao Cristo Redentor.
- Pedra do Felipe.
- Parque do Zarico
- Igreja Matriz São Francisco das Chagas, consagrada em 04/10/1844,
- Usina  Hidroelétrica do Abaeté
- Cachoeira do Funil

### Festas e eventos
No aniversário da cidade, comemorado no dia 7 de setembro, é realizada a festa do Fazendeiro. Em outubro acontece a festa de São Francisco.